# HMS Indomitable (1907)
El HMS Indomitable fue uno de los tres cruceros de batalla de la clase Invincible construidos para la Marina Real Británica antes de la Primera Guerra Mundial y tuvo una carrera activa durante la guerra. Participó en la persecución del crucero de batalla alemán SMS Goeben y del crucero ligero SMS Breslau en el Mar Mediterráneo cuando estalló la guerra.
El Indomitable bombardeó en la campaña de los Dardanelos las fortificaciones turcas que protegían los Dardanelos incluso antes de que los británicos declararan la guerra al Imperio Otomano. Ayudó a hundir el crucero blindado alemán SMS Blücher durante la batalla del Banco Dogger en 1915 y remolcó el dañado crucero de batalla británico HMS Lion a un lugar seguro después de la batalla. Dañó los cruceros de batalla alemanes SMS Seydlitz y SMS Derfflinger durante la batalla de Jutlandia a mediados de 1916 y vio explotar a su barco gemelo, el HMS Invincible durante la misma. Considerado obsoleto después de la guerra, fue vendido como chatarra en 1921.